# 丸尾みほ
丸尾 みほ（まるお みほ、1958年9月27日 - ）は、日本の脚本家である。本名・旧名義は丸尾 未歩（読みは同じ）。東京都出身。日本脚本家連盟会員。

## 来歴・人物
少女時代の将来の夢は漫画家、または小説家、画家だったという。
國學院高等学校在学時代、この高校がどうしても好きになれず、登校拒否ばかりの生活を送っていたそんな時、テレビドラマ『前略おふくろ様』（日本テレビ）を好きになって魅了されたことが脚本家になるきっかけだったと話している。高校卒業後、日本脚本家連盟ライターズスクールに第34期生として入る（同期には『土曜ワイド劇場』の原教子 、『はぐれ刑事純情派』の荻原美和子など）。後に同スクールの講師だった池田一朗（隆慶一郎）に『ドラえもん』などを制作するシンエイ動画を紹介され、間もなく脚本家デビューに至った。
デビュー当初は上記の本名名義でクレジットされていた。また、彼女が脚本を務める作品の一部では吉田玲子や金春智子、池田眞美子などの女性脚本家が大勢参加（記述した者は全員日本脚本家連盟ライターズスクールの出身で、その内の誰かがシリーズ構成を務めている）することもある。脚本のみならず『魔法使いサリー（第2作）』では挿入歌の作詞も行っている。第一線ではないが、ベテランの脚本家として活動を続けている。
2010年公開の映画『Colorful』から、原恵一監督の映画作品の脚本を担当している。東京アニメアワード2011では、個人部門において『Colorful』の脚本で脚本賞を受賞している。アニメの中で描いたシリアスな人間ドラマが評価された。

## 作風
- 担当した脚本では、女の子視点からの情景が醸し出されていることが多い。

## 参加作品

### テレビアニメ
1981年
- ドラえもん（1981年 - 1997年、脚本） ※担当初期は丸尾未歩名義

1982年
- 怪物くん（脚本） ※担当初期は丸尾未歩名義
- フクちゃん（1982年 - 1984年、脚本）

1983年
- パーマン（1983年 - 1985年、脚本）

1985年
- オバケのQ太郎（新）（1985年 - 1987年、脚本）
- 機動戦士Ζガンダム（1985年 - 1986年、脚本）
- Dr.スランプ アラレちゃん（脚本）

1986年
- 魔法のアイドルパステルユーミ（脚本）
- ドラゴンボール（1986年 - 1988年、脚本）
- ドリモグだァ!!（1986年 - 1988年、脚本）

1987年
- マンガ日本経済入門（脚本）
- ミスター味っ子（1987年 - 1989年、脚本）

1988年
- サザエさん（1988年 - 1990年、脚本）
- 魔神英雄伝ワタル（脚本）
- おそ松くん（第2作）（1988年 - 1989年、脚本）
- それいけ!アンパンマン（1988年 - 、脚本）

1989年
- ダッシュ!四駆郎（1989年 - 1990年、脚本）
- 魔法使いサリー（第2作）（ - 1991年、脚本）

1990年
- ちびまる子ちゃん（第1期：1990年 - 1991年／第2期：2004年、脚本）

1992年
- まぼろしまぼちゃん（脚本）
- 少年アシベ2（1992年 - 1993年、シリーズ構成・脚本）

1993年
- ミラクル☆ガールズ（脚本）
- ムカムカパラダイス（1993年-  1994年、脚本）

1995年
- ナースエンジェルりりかSOS（1995年 - 1996年、脚本）

1996年
- こどものおもちゃ（1996年 - 1998年、脚本）

1997年
- アニメがんばれゴエモン（1997年 - 1998年、脚本）

1999年
- イソップワールド（脚本）
- トラブルチョコレート（脚本）

2000年
- とっとこハム太郎（2000年 - 2004年、脚本）
- だぁ!だぁ!だぁ!（2000年 - 2002年、脚本）

2003年
- ウルトラマニアック（シリーズ構成・脚本）
- ななか6/17（脚本）
- デ・ジ・キャラットにょ（2003年 - 2004年、脚本）

2004年
- とっとこハム太郎 はむはむぱらだいちゅ! （2004年 - 2006年、脚本）
- 双恋（脚本）
- スクールランブル（2004年 - 2005年、脚本）

2005年
- ピーチガール（脚本）
- シュガシュガルーン（2005年 - 2006年、脚本）

2006年
- スクールランブル 二学期（脚本）

2007年
- のだめカンタービレ（脚本）
- レ・ミゼラブル 少女コゼット（脚本）
- 古代王者 恐竜キング Dキッズ・アドベンチャー（2007年 - 2008年、脚本）
- 彩雲国物語（第2シリーズ）（2007年 - 2008年、シリーズ構成・脚本）
- 風の少女エミリー（脚本）

2008年
- 古代王者 恐竜キング Dキッズ・アドベンチャー 翼竜伝説（脚本）
- ねぎぼうずのあさたろう（脚本）

2009年
- クプ〜!!まめゴマ!（脚本）
- 怪談レストラン（2009年 - 2010年、脚本）

2010年
- のだめカンタービレ フィナーレ（脚本）
- カルルとふしぎな塔（構成・脚本）

2011年
- テレビまんが 昭和物語（脚本）

### 劇場アニメ
- ドラミちゃん アララ♥少年山賊団!（1991年、脚本）
- 劇場版きんぎょ注意報!（1992年、脚本）※三条陸と共同執筆
- ドラミちゃん 青いストローハット（1994年、脚本）
- 劇場版フランダースの犬（1997年、脚本）
- カラフル（2010年、脚本）
- 百日紅（2015年、脚本）
- バースデー・ワンダーランド（2019年、脚本[4]）
- かがみの孤城 （2022年、脚本）

### OVA
- めだかの学校（2001年、脚本）

### Webアニメ
- 京騒戯画（2011年、脚本）

### テレビドラマ
- どうぶつ通り夢ランド（1986年、脚本）

### 映画
- はじまりのみち（2013年、脚本協力）

### 楽曲
- 魔法使いサリー 心の天使たち（台詞・構成）
  - トワイライト・ドリーム（作詞）
  - ぼくらの未来（作詞）

## 著書
- 『はじまりのみち』 - 2013年・泰文堂、ISBN 9784803004489
  - 同名映画のノベライズ。監督・脚本を手がけた原恵一が“原案”としてクレジットされている。
- 『河童のクゥ 6年目の夏休み』 - 2013年・双葉社、ISBN 9784575238273
  - 『河童のクゥと夏休み』（原作：木暮正夫）を監督した原恵一との共著。高校生になった主人公・康一の回想と後日談で構成された、同作のノベライズ的作品。